# Prekrasnaya Lyukanida
Prekrasnaya Lyukanida é um filme de comédia russo de 1912 dirigido por Ladislas Starevich.

## Enredo
O filme fala sobre dois insetos, que lutam por um belo inseto fêmea.